# EQT AB
EQT AB é uma organização global de investimentos sueca fundada em 1994. Os seus fundos investem em capital privado, infraestrutura, imobiliário, capital de crescimento e capital de risco na Europa, América do Norte e Ásia-Pacífico.
Desde 2022, os ativos da EQT sob administração são de € 210 bilhões /US$ 227 bilhões. É classificado como a terceira maior empresa de private equity em todo o mundo, com base em fundos arrecadados de acordo com a edição de 2024 do ranking PEI 300 da Private Equity International.
Em março de 2023, a EQT adquiriu toda a participação detida pela SK Square e pelo Macquarie Asset Management Consortium por cerca de KRW 2 trilhões, tornando-se o maior acionista da SK Shields com uma participação de 68%.

## Organização
A empresa foi fundada em 1994 pela SEB, AEA Investors e Investor AB. Estabeleceu o negócio de capital de risco, EQT Ventures em 2016, e abriu o capital em 2019 por meio de IPO.
A empresa e seus associados têm escritórios em Amsterdã, Copenhague, Frankfurt, Guernsey, Helsinque, Hong Kong, Londres, Luxemburgo, Madri, Milão, Munique, Nova York, Oslo, Seul, Xangai, Cingapura, Estocolmo, Varsóvia e Zurique.
Em 2021, a EQT adquiriu a Life Sciences Partners, uma empresa europeia de capital de risco com aproximadamente € 2,2 bilhões de ativos sob gestão  seguido em 2022, pelo Baring Private Equity Asia administrando fundos de S$ 20,0 bilhões.
Em fevereiro de 2025, a EQT nomeou Per Franzén como seu novo presidente executivo. Ele assumirá este cargo a partir de maio de 2025.

## Investimentos em fundos
- 2017, Medical device company Clinical Innovations da  Pritzker Group por US$250 milhões[11]
- 2019, SUSE por US$2.5 bilhões[12]
- 2019, Zayo Group Holding Inc from Digital Colony Partners for US$14.3 bilhões[13]
- 2019, Parte de um consórcio com ADIA para adquirir a da Nestlé a Skin Health[14]
- 2019, Acumatica[15]
- 2019, o provedor alemão de comunicação por fibra óptica Inexio por $1.1 bilhão[16]
- 2020, o website  espanhol de real estate Idealista for €1.3 bilhão[17]
- 2020, Datacenter Provider Edge foi comprado por US $ 2,7 bilhões[18]
- 2021, Announced plans to acquire solar and storage developer Cypress Creek Renewables[19]
- 2021, Comprou o First Student e First Transit do FirstGroup[20]
- Em março de 2022, a EQT adquiriu o EQT com 5,3 bilhões de euros no valor de novas ações do EQT e 1,5 bilhão de euros em dinheiro pago ao rolamento de ervilhas. Isso deu a ele os direitos dos operadores de gerenciar o fundo e o direito de manter o pagamento de desempenho pelos fundos existentes.[21]
- 2023, anunciou planos de adquirir a Zeus Company, líder global em componentes avançados de polímero usado em procedimentos médicos que salvam vidas por US $ 3,4 bilhões.[22]
- 2024, empresa de consultoria digital adquirida Perfient por US $ 1 bilhão em todos os negócios em dinheiro. A aquisição foi concluída em outubro de 2024.[23]
- 2024, o consórcio de private equity liderado porNeuberger Berman that includes EQT AB and Canada Pension Plan Investment Board concordou em comprar operador internacional de escolas particulares Nord Anglia Education por $14.5 bilhões.[24]
- 2024, 100% das ações da OX2, uma empresa de desenvolvimento de energia renovável baseada em Estocolmo[25]
- 2024, Acquired Indostar Home Finance which é uma empresa indiana de financiamento habitacional acessível, por US$ 210 milhões e concedeu compromissos de US$ 59 milhões para apoiar no futuro.[26]
- Em janeiro de 2025, a EQT assinou um acordo para adquirir um coletivo de logística melhor localizado estrategicamente localizado nos submercados Major Milan e Verona no norte da Itália por aproximadamente 230 milhões de euros.[27]

## Links externos
- Sítio oficial